# Loxosceles parramae
Espèce
Synonymes
- Loxosceles parrami Newlands, 1981

Loxosceles parramae est une espèce d'araignées aranéomorphes de la famille des Sicariidae.

## Distribution
Cette espèce est endémique d'Afrique du Sud.

## Étymologie
Cette espèce est nommée en l'honneur de Sheila Parram.

## Publication originale
- Newlands, 1981 : A new violin spider from Johannesburg with notes on its medical and epidemiological importance. Zeitschrift für angewandte Zoologie, vol. 68, p. 357-365.